# Henric Benzelius
Henric Benzelius (7. august 1689 i Strängnäs—20. maj 1758 i Uppsala) var en svensk ærkebiskop, søn af Erik Benzelius den Ældre, bror til Erik og Jacob Benzelius.
Benzelius var med Karl XII i Bender og blev taget til fange. Var senere en kort tid svensk præst i Konstantinopel. Efter nogle års rejse kom han 1718 hjem til Sverige. 
Benzelius blev 1720 professor i Lund, 1740 biskop der samt 1747 ærkebiskop. Han deltog i rigsdagene (1740—56), til sidst som præstestandens formand.